# ブーパーレーンドラ・マッラ
ブーパーレーンドラ・マッラ（Bhupalendra Malla, 1679年 - 1700年）は、ネパール、カトマンズ・マッラ朝の君主（在位：1687年 - 1700年）。

## 生涯
1687年、父パールティヴェーンドラ・マッラが宰相ラクシュミーナラーラーヤナ・ジョーシーに暗殺されると、即位した。
1690年、強力な宰相ラクシュミナーラーヤナが殺害されると、カトマンズの強勢に陰りが見えてきた。その後、王母リッディラクシュミーが実権を握った。
1696年、バクタプルがパタンと組み、カトマンズを攻撃した。その後、ブーパーレーンドラは王母と不仲になり、1697年に王母を捕えて追放、投獄した。
1700年、ブーパーレーンドラは聖地巡礼の途中に死亡し、4歳の息子バースカラ・マッラが即位した。